# 院长院子
51°29′57″N 0°7′45″W / 51.49917°N 0.12917°W

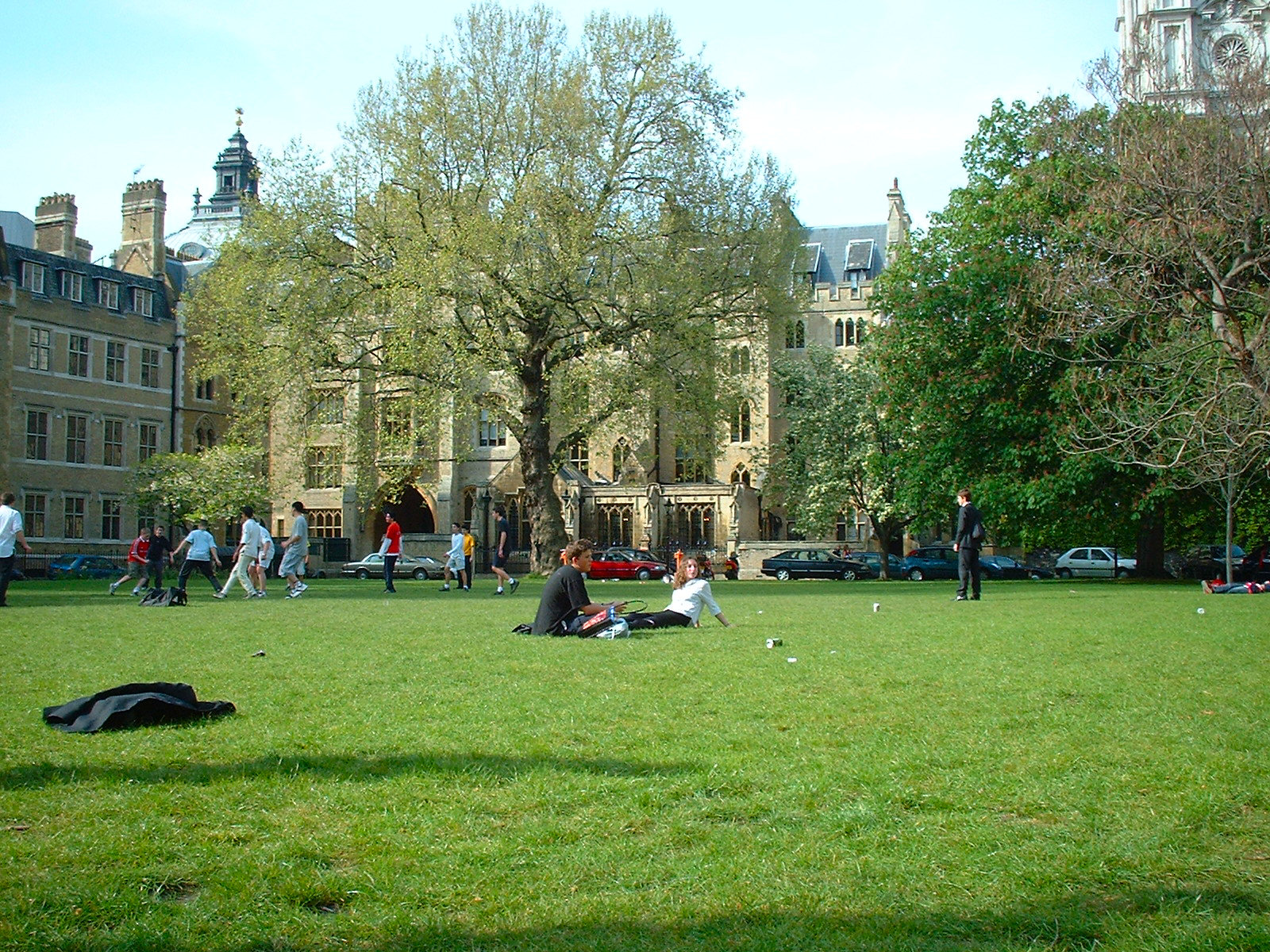

院长院子（Dean's Yard）是英国伦敦西敏市的一块方形绿地，位于西敏寺西侧。西敏公学的学生拥有踢足球的合法权利（他们声称发明了现代游戏）。绿地南侧为御用学者（Queen's Scholar）宿舍，英格兰圣公会总部大楼（Church House），东侧为西敏公学的建筑，西侧是一些学校建筑和西敏寺合唱团学校，北侧到圣所和修道院办公室。